# Viață de artist
Viață de artist (titlul original: în cehă Mikoláš Aleš) este un film biografic dramatic cehoslovac, realizat în 1952 de regizorul Václav Krška, inspirat din viața pictorului și ilustratorului ceh Mikoláš Aleš (1852-1913), protagoniști fiind actorii Karel Höger, Dana Medřická, Zdenek Stepanek și Jiří Plachý.

## Rezumat
Între 1874 și 1886, viața pictorului Mikoláš Aleš este plină de evenimente importante. În această perioadă, Aleš se maturizează nu numai în creație artistică, ci și în deplină conștientizare a importanței artei pentru existența națiunii cehe. Studiază pictura la Academia de Arte Frumoase din Praga⁠(d), unde mai târziu lucrează pentru scurt timp ca profesor de desen. Colaborează cu alți artiști și alți intelectuali cehi. Intră curând în conflict cu patrioții de salon și cu tânărul deputat boem Grégre. În munca sa, el se concentrează pe motivele cehe. Pictează tabăra husiților, întâlnirea lui Jiří z Poděbrad cu Matei Corvin și ciclul Vlast despre viața unui erou antic ceh.
Prietenul lui Alš, proprietarul Brandejs, îl convinge pe Aleš să intre în ciclul Vlast împreună cu pictorul Ženíšek într-un concurs pentru decorarea Teatrului Național. Vlast câștigă, dar este mai apreciat ca opera lui Ženíšek. Munca în comun aduce apoi dispute, Aleš trebuie să-și păzească întotdeauna conceptul de perpetuare. Teatrul arde înainte de finalizare, dar națiunea își reconstruiește „paraclisul”. Anii de după incendiu nu sunt favorabili pentru Aleš. Trebuie să facă față greutăților și mizeriei pe care iubita sa Marina le îndură cu răbdare alături de el. Cu toate acestea, Aleš aduce bucurie oamenilor obișnuiți cu desenele sale. De asemenea, îl vor primi împreună cu elevii în pelerinajul Sfântului Ioan.

## Distribuție
- Karel Höger – pictorul Mikoláš Aleš
- Dana Medřická – Marina Kailová, mai târziu soția lui Aleš
- Zdenek Stepanek – politicianul dr. în jura, František Ladislav Rieger
- Jiří Plachý – contele Schönborn
- Vladimir Ráz – pictorul František Ženíšek
- Jiří Dohnal – scriitorul Jakub Arbes
- František Kovářík – Tomáš Fanfule, unchiul lui Aleš
- Jaroslav Vojta – modelul Drábek
- Bedřich Karen – Swerts, directorul Academiei
- Vladimir Repa – profesorul Rom
- aroslav Seník – profesorul Lhota
- Karel Dostal – profesorul Woltmann
- Eduard Dubský – redactorul Jaromír Sádek
- Saša Rašilov – Rendl
- Růžena Šlemrová – Rendlova žena
- Emil Konečný – student, mai târziu profesor și scriitor Alois Jirásek
- Zdena Kožíková – proprietara Bakovská
- Jiří Steimar – actorul František Ferdinand Šamberk
- Miroslav Doležal – Brandejs, chiriașul moșiei
- Bedřich Vrbský – parlamentarul dr. medic Eduard Grégr, proprietarul tipografiei
- Václav Vydra jr. – profesorul Durdík
- Eman Fiala – pictorul Janez Šubić
- Eduard Kohout – editorul Čestmír Hlaváč
- Fanda Mrázek – redactor Orel-Jarský
- Radovan Lukavský – dramaturg Ladislav Stroupežnický
- Gabriela Horvátová – o nobilă

## Premii
- 1952 Premiile de Stat pentru 1951, Praga / Cehoslovacia
  - Premiul de stat de gradul I lui Václav Krška
  - Premiu artistic pentru Jaroslav Beranek (asistent de regie)
  - Premiu artistic pentru Jan Poš (scenariu)
  - Premiul de stat de gradul I lui Karel Höger (actor)
  - Premiu artistic pentru Ferdinand Pečenka (dir. imagine)

## Lansare
Filmul Viață de artist a avut premiera în Praga pe data de 11 ianuarie 1952.
În România premiera filmului a avut loc la data de 1 august 1952 la cinematografele „Republica”, „București”, „Grădina Progres”, „23 August”, „Alex.Popov”, „Libertății” și „Flacăra”, din capitală.